# ERP-Sondervermögen
Das ERP-Sondervermögen bezeichnet in Deutschland ein vom Bund verwaltetes Sondervermögen aus dem European Recovery Program (ERP). Dies wurde 1948 ursprünglich auf der Grundlage des Marshallplans bereitgestellt, um den Wiederaufbau der deutschen Wirtschaft zu fördern. Um dieses ERP-Kapital zuzuteilen, das bis 2007 auf rund 12 Milliarden Euro angewachsen ist, wurde 1948 die Kreditanstalt für Wiederaufbau (KfW) gegründet.

## Historischer Hintergrund
Am 15. Dezember 1949 schlossen die Bundesrepublik Deutschland und die USA das „Abkommen über wirtschaftliche Zusammenarbeit zwischen der Bundesrepublik Deutschland und den Vereinigten Staaten von Amerika“ (BGBl. 1950 S. 10). Bundestag und Bundesrat ratifizierten das Abkommen per Gesetz vom 31. Dezember 1949 (BGBl. 1950 S. 9), wodurch es am 1. Februar 1950 wirksam wurde.
Bei diesem Abkommen handelte es sich um einen Staatsvertrag, den die Bundesrepublik erstmals als gleichberechtigter Vertragspartner unterzeichnete. Das Abkommen bestimmte die Verwaltung einer Summe von damals 6 Mrd. DM als sogenanntes Sondervermögen. Dieses sollten Unternehmen zum Aufbau der Wirtschaft erhalten. Es handelte sich hierbei um revolvierende Kredite. Dies sind Geldmittel, die nach ihrer Rückzahlung wieder neu vergeben werden können, womit der Wirtschaft immer wieder neue Mittel zufließen. Im Laufe der Jahre wurden aus dem Kapital rund 125 Milliarden DM/€ Kredite zur Wirtschafts- und Mittelstandsförderung vergeben. Nach dem Schuldenerlass von Seiten der USA 1953 musste die Bundesrepublik nur einen geringen Teil des bewilligten Kredites zurückzahlen, was bis 1966 erfolgt war.

## Gesetzliche Grundlage und Verwaltung
Die erste gesetzliche Grundlage bildete das „Gesetz über die Verwaltung des ERP-Sondervermögens“ vom 31. August 1953 (BGBl. I S. 1312). Dessen § 2 bestimmte den Zweck des ERP-Sondervermögens als ausschließlich dem Wiederaufbau und der Förderung der deutschen Wirtschaft dienend. Die aktuelle Fassung des „ERP-Verwaltungsgesetzes (ERPVwG)“ vom 26. Juni 2007 (BGBl. I S. 1160) spricht in § 2 inzwischen allein noch von der Förderung der deutschen Wirtschaft. Ein das „ERP-Verwaltungsgesetz“ ergänzender, die Bewirtschaftung des ERP-Sondervermögens betreffender Rechtssatz ist ein jährlich beschlossenes ERP-Wirtschaftsplangesetz, wie beispielsweise das „Gesetz über die Feststellung des Wirtschaftsplans des ERP-Sondervermögens für das Jahr 2018 (ERP-Wirtschaftsplangesetz 2018)“ vom 8. März 2018 (BGBl. I S. 343).
Das ERP-Sondervermögen wird vom Bundesministerium für Wirtschaft und Klimaschutz (BMWK) verwaltet. Die Kreditvergabe erfolgt aufgrund vorgelegter Förderprogramme durch die KfW Bankengruppe.

## Einsatz des ERP-Sondervermögens
Das ERP-Sondervermögen wird heute neben der Wirtschaftsförderung in Deutschland auch in der deutschen Entwicklungshilfe eingesetzt. Anfang der 60er Jahre wurde das Sondervermögen zur Förderung der kleinen und mittelständischen Unternehmen verwendet. Kapitalbeteiligungsgesellschaften (KBG) sollten mit diesen subventionierten Förderkrediten deren Eigenkapitalausstattung fördern. Bis zu 75 % des Beteiligungsbetrags konnten aus dem ERP-Sondervermögen in Anspruch genommen werden und bis zu 70 % des Verlustrisikos dabei abgedeckt werden. Diese Beteiligungsgesellschaften stellten Vorläufer der Private-Equity-Gesellschaften in Deutschland dar. In den 1990er Jahren wurde es vorrangig zur Förderung des ostdeutschen Mittelstandes verwendet. Des Weiteren werden aus Mitteln des ERP-Sondervermögens auch das McCloy Academic Scholarship Program und das ERP-Stipendienprogramm für ein Studium in den Vereinigten Staaten von Amerika co-finanziert. 2016 hat das Bundesministerium für Wirtschaft und Klimaschutz (BMWK) zwei Investitionsfonds für junge Unternehmen aufgelegt, die in Teilen ebenfalls aus dem ERP-Sondervermögen finanziert werden.
2015 wurden mit Mitteln des ERP-Sondervermögens Finanzierungen mit einem Volumen von 5,1 Milliarden Euro und rund 16.100 Einzelkrediten für Investitionen der deutschen Wirtschaft ermöglicht. Für 2019 sollen gemäß dem Entwurf des ERP-Wirtschaftsplangesetz 2019 „Unternehmen der gewerblichen Wirtschaft (insbesondere des Mittelstands und Angehöriger freier Berufe (...)) zinsgünstige Darlehen und Beteiligungskapital mit einem Volumen von insgesamt 7,8 Milliarden Euro“ erhalten.

## Politische Bedeutung des ERP-Sondervermögens
Immer wieder gibt es Berichte in Medien, wonach die Auflösung des ERP-Sondervermögens zur Sanierung des Staatshaushaltes geplant sei, was dann jedoch nicht stattfand. Zuletzt war es 2004 unter der Rot-grünen Koalition im Gespräch. Parlamentarisch kontrolliert und begleitet werden die Ausgaben der Mittel durch den Unterausschuss Regionale Wirtschaftspolitik und ERP-Wirtschaftspläne des Deutschen Bundestages, ein Unterausschuss des Ausschusses für Wirtschaft und Energie.